# Novo Santo Antônio (Mato Grosso)
Novo Santo Antônio est une municipalité brésilienne de l'État du Mato Grosso. Sa population était estimée à 2 038 habitants en 2007. La municipalité s'étend sur 4 368 km2.

## Maires
| Période | Période | Identité                                    | Étiquette | Qualité |
| ------- | ------- | ------------------------------------------- | --------- | ------- |
| 2009    | 2012    | Valdemir Antonio da Silva (« Quatro Olho ») | PMDB      |         |